# Certolizumab pegol
Certolizumab pegol (INN) oder kurz Certolizumab (Handelsname Cimzia; Hersteller UCB) ist ein Fab-Fragment eines rekombinanten, humanisierten monoklonalen Antikörpers, der an Polyethylenglycol konjugiert wurde (siehe auch PEGylierung). Der Arzneistoff wirkt als TNF-Blocker und wird zur Behandlung der entzündlichen Darmerkrankung Morbus Crohn sowie bei rheumatoider Arthritis und Psoriasis eingesetzt.

## Klinische Angaben

### Anwendungsgebiete (Indikationen)

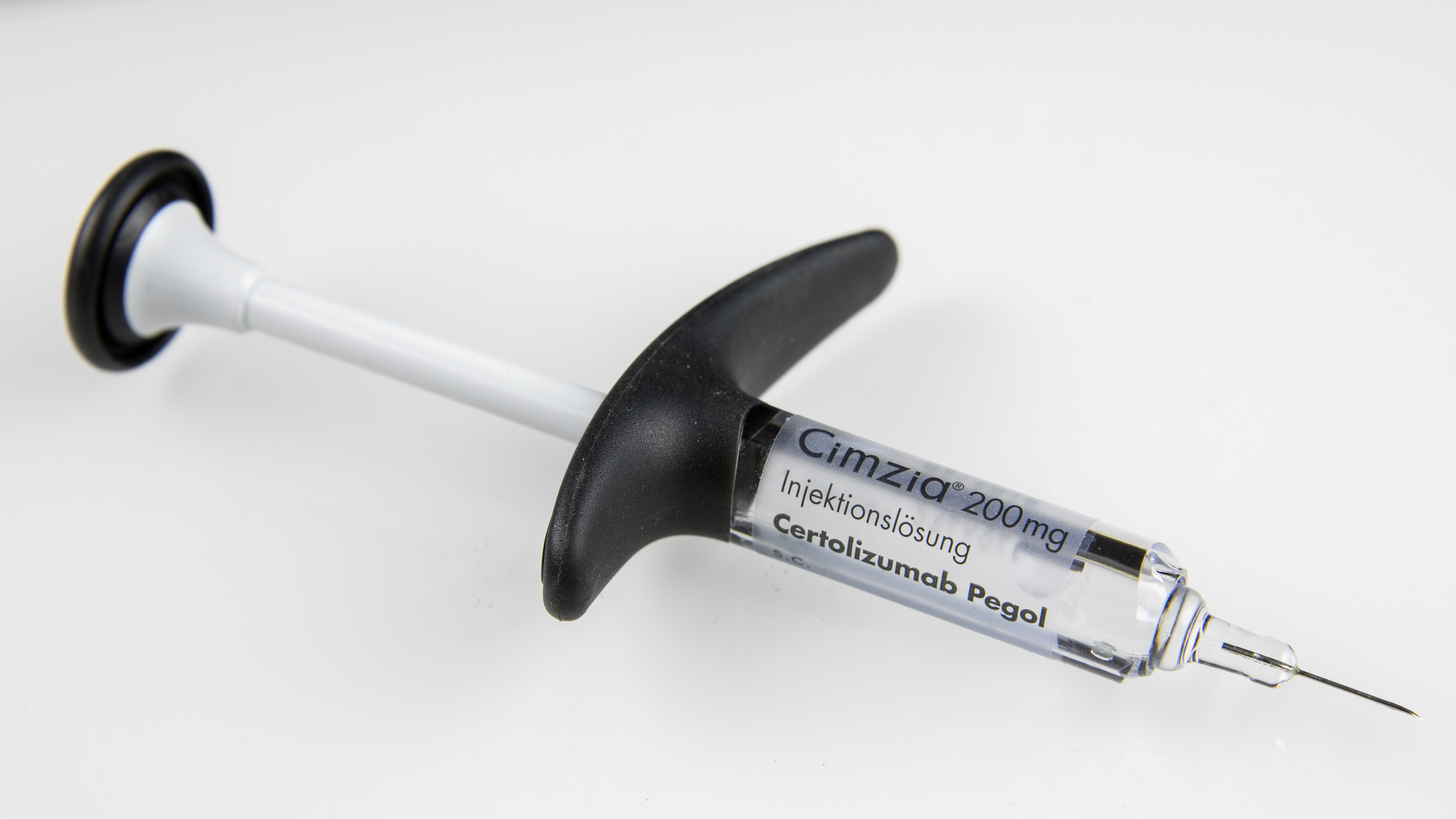
Einmalspritze mit 200 mg Certolizumab pegol

Certolizumab wird bei Patienten mit aktivem Morbus Crohn eingesetzt, bei denen die sonst übliche Behandlung nicht erfolgreich war. Dabei kann der Arzneistoff zum Anschub eines klinischen Ansprechens sowie zur Aufrechterhaltung eines klinischen Ansprechens und einer Remission genutzt werden.
Certolizumab wird injiziert.

## Sonstige Informationen

### Geschichtliches
Certolizumab wurde erstmals 2002 in der Literatur erwähnt. Es wurde zunächst durch die Firmen Celltech und Pharmacia entwickelt und ging mit der Übernahme von Celltech an UCB über.
Certolizumab wurde erstmals am 7. September 2007 in der Schweiz als wirksamer Bestandteil eines Arzneimittels zur Behandlung des Morbus Crohn zugelassen. Für das gleiche Anwendungsgebiet folgte im Frühjahr 2008 die US-amerikanische Zulassung. In Europa lehnte die Europäische Arzneimittelagentur eine Zulassungsempfehlung, auch nach Widerspruch, ab.
Für das Anwendungsgebiet rheumatoide Arthritis wurde die US-amerikanische Zulassung im Mai 2009 erteilt. Im Oktober 2009 folgte die Zulassung seitens der Europäischen Kommission für die EU-Mitgliedstaaten.

### Studien
Die Zulassungen für Morbus Crohn beruhen auf den Studien PRECiSE1 und PRECiSE2, während sich die US-amerikanische Zulassung für Rheumatoide Arthritis auf vier Studien stützt, von denen drei bislang publiziert wurden.